# 新潟市立沼垂図書館
新潟市立沼垂図書館（にいがたしりつぬったりとしょかん）は、新潟市立中央図書館の前身となった新潟県新潟市に存在した公立図書館である。

## 特徴
市民から私立沼垂図書館について、市移管を求める請願が1926年（大正15年）1月に行われ、新潟市立沼垂図書館が開館されることとなった。当初は、独立した図書館であったが、市役所沼垂出張所、江東公民館と災害や火災で場所を移しながら、東地区総合庁舎に移転した。

## 沿革
- 1926年4月、沼垂町の青年協会の寄附により、私立沼垂図書館が市に移管され、新潟市立沼垂図書館が開館。
- 1942年12月8日、火災により2階図書館が全焼。新潟市立高等女学校に残存図書を保管し、閉館。
- 1947年7月、新潟市役所沼垂出張所内において、新潟市立沼垂図書館が再開。
- 1949年10月、閲覧室を拡充。
- 1950年12月25日、新潟市立沼垂図書館設置条例が制定される。（同年4月30日に公布された図書館法において、公立図書館の設置が地方公共団体の条例によることが定められたことを受けてのもの。）
- 1951年1月、個人利用者に館外貸し出しを開始。
- 1951年3月31日、新潟市立沼垂図書館条例が廃止され、新たに新潟市立図書館条例が制定される。
- 1952年11月、新潟市教育委員会の発足に伴い、図書館を同教育委員会に移管。
- 1953年12月、新潟市役所沼垂支所の外部移転により、旧施設を全面（1階・2階）図書館に転用し、独立館となる。それに伴い、翌1954年6月から8月にかけ改築。
- 1955年8月、松浜、南浜、坂井輪公民館に巡回文庫を開設。その後、開設地区を拡張。
- 1964年6月16日、新潟地震発生。沼垂図書館も建物が30 - 40 cm陥没し、大きく傾斜、木造家屋（本館）と書庫（別棟）が二つに割れ、使用不能となる。
- 同年6月20日、沼垂小学校敷地内にあった江東公民館に移転する。
- 同年7月22日、余震等による倒壊の危険があったため、沼垂図書館の建物が取り壊される。敷地の地盤が劣悪であったため、被災位置での復旧は困難となる。
- 同年7月27日、江東公民館の大広間の一室で、一般向け図書の貸し出しを開始。なおこの時、蔵書の大部分は沼垂小学校倉庫で保管していた。
- 1965年12月13日、東地区総合庁舎内に移転し、全業務を再開した[4]。

## 歴史

### 前身 私立沼垂図書館

#### 開館から新潟市の合併まで
1905年（明治38年）9月23日、沼垂尋常高等小学校内に開館。沼垂町教育会（後に沼垂小学校後援会）、北星文庫（後に沼垂町青年協会）、庚子文庫の3者による。蔵書約1,600冊。
1914年（大正3年）、沼垂町が新潟市に編入合併したため閉館。元々、新潟市に市立図書館設置の動きがあったため。しかし、1915年（大正4年）4月、寄居町に県立図書館ができたため、市立図書館の設立は中止された。

#### 再開
1920年（大正9年）9月10日、栗の木川前通りにあった新潟市役所沼垂出張所の階上を借りて再開。沼垂町青年協会（青年団）による。従来から引き継いだ蔵書100冊、寄贈された蔵書100冊、県立図書館からの配本300冊。
1926年（大正15年）3月まで。4月に市立に移管。

### 新潟市立沼垂図書館

#### 独立開館時代
1926年（大正15年）1月、私立沼垂図書館長である星信雄は、私営であるがために「其基礎動モスレハ動揺ヲ免レス」「社会ノ改善思想ノ善導等ニ貢献セント欲スルモ得テ望ムベカラサル」ため、「満場一致ノ決議ヲ以テ」市への移管を求める請願書を提出する。その請願が認められ、1926年（大正15年）4月に、新潟市立沼垂図書館として開館された。
その後、1942年（昭和17年）12月に火災に遭い、残存図書を市立高等女学校（後の沼垂高等学校）に預けて閉館した。

#### 市役所沼垂出張所内時代
戦後、成人教育政策の重要な一環に公共図書館が据えられた。文化国家建設が推進される中、閉館していた沼垂図書館を再開する地域の要望も後押しとなり、1947年（昭和22年）7月に新潟市役所沼垂出張所の2階の一部を使用して、沼垂図書館が再開された。蔵書数は3,538冊。
1948年（昭和23年）から青年グループによる読書会が結成され、彼らの運動が実を結び、1949年（昭和24年）10月に出張所の2階全部を使用することとなり、床面積は2倍の34.5坪に広がり、蔵書を増やし閲覧室を拡充した。蔵書数は5,800冊。
1951年（昭和26年）1月より、兼ねてから市民から要望のあった、一般利用者への館外貸出が開始された。
1953年（昭和28年）12月に、新潟市役所沼垂支所が移転したため、2階建建物の全施設を図書館として使用することとなった。独立図書館としてより活用しやすくするため、1954年（昭和29年）6月21日に一度に休館し、改築を実施し、8月25日に再開された。
1964年（昭和39年）6月16日に、新潟地震が発災し、市内図書館で最も大きな被害を受けることとなり、建物が使用不可能になった。

#### 江東公民館時代
沼垂図書館は、1964年（昭和39年）6月16日に新潟地震を被災。陥没や傾斜などの被害が大きく、余震等による倒壊の危険があったため、同年7月22日に取り壊された。
同年6月20日より江東公民館（沼垂小学校敷地内）に図書館を移転し、仮住まいを始めた。蔵書28,000冊の多くを沼垂小学校倉庫で保管し、江東公民館の大広間にて6,000冊程の小説や全集類を公開した。資料の公開場所として協力の申し出があった3箇所（鐵道公舎、蒲原神社、木戸小学校）にて、青空文庫を実施。児童書50冊を毎週配本し、移動図書館1967年（昭和42年）開設の前身となった。

#### 東地区総合庁舎時代
1965年（昭和40年）10月31日、東地区総合庁舎が竣工、同年12月13日沼垂図書館が移転、全業務を再開した。鉄筋5階建ての建物で、2階と3階のそれぞれ東側を図書館とした。2階は小中学生用閲覧室、貸出文庫室、書庫、事務室等、3階は一般閲覧室と書庫を配置した。延床面積は598 m2（うち一般閲覧室209.55 m2、児童閲覧室119.79 m2）。1965年（昭和40年）の蔵書冊数は29,109冊、貸出冊数は15,352冊。
1983年（昭和58年）1月、東保健所の移転に伴う庁舎内の移動、改築により延床面積が936 m2に拡充した。また冷房工事を行い夏期も快適に過ごせるようになった。
1992年（平成4年）4月から全日曜日を開館し、1993年（平成5年）10月から貸出冊数を3冊から5冊までとした。2000年（平成12年）4月、新電算システムが稼働した。
2007年（平成19年）6月1日、新潟市立中央図書館への移転に伴い、新潟市立沼垂図書館は閉館した。